# Cihan Özkara
Cihan Özkara (* 14. Juli 1991 in Hamm) ist ein deutsch-türkisch-aserbaidschanischer Fußballspieler.

## Karriere

### Im Verein
Als Fünfjähriger trat Özkara Rot Weiss Ahlen (damals noch LR Ahlen) bei und durchlief dort die Jugendabteilungen. In seinem B-Jugendjahr 2007/08 wechselte er für ein Jahr zum westfälischen Nachbarn Arminia Bielefeld, kehrte aber umgehend wieder zurück nach Ahlen. Dort entwickelte er sich zu einem Leistungsträger der U-19.
Am 22. September 2009 holte ihn nach einer Trainerentlassung in der ersten Mannschaft der Interimstrainer Andreas Zimmermann zusammen mit drei weiteren Jugendspielern ins Profiteam und wechselte ihn im DFB-Pokalspiel gegen die SpVgg Greuther Fürth erstmals ein. Am folgenden Zweitligaspieltag absolvierte er auch sein erstes Ligaspiel als Profi. Kurz darauf erhielt er zusammen mit zwei anderen Nachwuchsspielern einen Profivertrag bis 2012. Seitdem kam Özkara noch einige Male im Zweitligateam zum Einsatz, er stieg mit dem Klub 2010 jedoch in die 3. Liga ab.
Im Juli 2011 wechselte er zum türkischen Erstligisten Sivasspor. Für die Spielzeit 2012/13 wurde er an den Zweitligisten Kayseri Erciyesspor ausgeliehen. Bereits zur Winterpause der gleichen Spielzeit kehrte er vorzeitig zu Sivasspor zurück. Im Februar 2015 verließ er Sivasspor endgültig.
Im Frühjahr 2015 ging er zum aserbaidschanischen Klub PFK Simurq Zaqatala. Diesen verließ er zum Saisonende und unterschrieb einen Zweijahresvertrag beim deutschen Drittligisten SC Preußen Münster. In der Sommerpause 2017/18 schloss sich Özkara dem SC Verl in der Regionalliga West an. Ein Jahr darauf wechselte er zum Ligarivalen Rot-Weiß Oberhausen.
2020 ging Özkara erneut in die Türkei, wo er in der Zweiten Liga spielte. 2022 zog es ihn zu seinem alten Verein Rot Weiss Ahlen.

### Nationalmannschaft
Seit Berti Vogts als aserbaidschanischer Nationaltrainer tätig war, verfolgt der aserbaidschanische Fußballverband die Strategie, deutsch-türkische Fußballer für ihre Nationalmannschaften zu nominieren. So wurde auch Özkara für 2011 die aserbaidschanische U-21 und anschließend 2012 für die  aserbaidschanische Nationalmannschaft gewonnen.

## Privates
Cihan Özkara ist der Neffe von Orhan Özkara.